# Pat Boone
Charles Eugene "Pat" Boone (Jacksonville, 1934. június 1. –) amerikai énekes, dalszerző, színész, író és szónok. Nick Todd énekes bátyja.

## Pályafutása
Margaret Virginia Pritchard és Archie Altman Boone fiaként született. Kétéves korában költöztek családjával Nashville-ből Floridába.
1953 novemberében feleségül vette Shirley Lee Foley-t, Red Foley countryzenész és Judy Martin énekesnő lányát. Négy gyermekük született: Cheryl Lynn (Cherry), Linda Lee, Deborah Ann (Debby), és Laura Gene.
Pat Boone tanulmányait a nashville-i David Lipscomb College-ben (későbbi Lipscomb University) kezdte, majd 1958-ban magna cum laude diplomázott a Columbia University School of General Studies-on. Ezen kívül a dentoni North Texas State University-t is (ma University of North Texas) látogatta.
Első felvételeit 1954-ben készítette a Republic Records-nál. 1955-ben Fats Domino's Ain't That a Shame című számának általa énekelt változata nagy siker lett. Számtalan R&B zenész dalait dolgozta fel, többek között a Tutti Fruttit és a Long Tall Sally-t Little Richardtól, az At My Front Door (Crazy Little Mama)-t a The El Doradostól, az I Almost Lost My Mindot Ivory Joe Huntertől, az I'll be Home-ot a the Flamingostól és a Don't Forbid Me-t Charles Singletontól.
Az 1970-es években megalapította a Lamb & Lion Records kiadót. 1997-ben kiadott egy albumot, melyen metál dalok feldolgozásai hallhatók In a Metal Mood: No More Mr. Nice Guy címmel.

## Diszkográfia
- Pat Boone (1956)
- Howdy (1956)
- Pat (1956)
- Hymns We Love (1957)
- April Love (1957)
- Pat’s Great Hits (1957)
- Sings Irving Berlin (1957)
- Star Dust (1958)
- Yes Indeed (1958)
- Sings (1958)
- Tenderly (1959)
- Side By Side (1959)
- White Christmas (1959)
- He Leadeth Me (1959)
- Pat’s Great Hits 2 (1960)
- Moonglow (1960)
- This And That (1960)
- Great Great Great (1961)
- Moody River (1961)
- My God And I (1961)
- I’ll See You In My Dreams (1962)
- State Fair (1962)
- Reads From The Holy Bible (1962)
- Golden Hits (1962)
- I Love You Truly (1962)
- Sings Guess Who – Elvis Presley (1963)
- Days Of Wine And Roses (1963)
- Sing Along Without Pat Boone (1963)
- Star – Spangled Banner (1963)
- Tie Me Kangaroo Down Sport (1963)
- Touch Of Your Lips (1964)
- Ain’t That A Shame (1964)
- The Lord’s Prayer (1964)
- Boss Beat (1964)
- Blest Beat (1964)
- Blest Be The Name (1964)
- Near You (1964)
- Golden Era Of Country Hits (1965)
- My 10th Unniversary With Dot Records (1965)
- Winners Of The Reader’s Dicest Pool (1965)
- Great Hits Of 1965 (1965)
- Memories (1966)
- 'Wish You Were Here Buddy (1966)
- True Love (1966)
- Christmas Is A Comin’ (1966)
- How Great Thou Art (1967)
- I Was Kaiser Bill’s Batman (1967)
- Golden Hits 2 (1967)
- Look Ahead (1968)
- Love Me Tender (1968)
- Canadian Sunset (1968)
- Favorite Hymns (1969)
- Departure (1969)
- Rapture (1970)
- Golden Hymns (1972)
- Sings The New Songs Of The Jesus People (1972)
- First Nashville Jesus Band (1973)
- I Love You More And More Everyday (1973)
- Family Who Pray (1973)
- Born Again (1973)
- All In The Boone Family (1973)
- Thank You Dear Lord (1973)
- S-A-V-E-D (1973)
- Songs From The Inner Court (1974)
- Something Supernatural (1975)
- Down Home (1975)
- Miracle Mercy Go Round (1977)
- Texas Woman (1977)
- The Country Side (1977)
- Just The Way I Am (1979)
- Songmaker (1981)
- Pocketful Of Hope (1982)
- Jivin’ Pat (1986)
- Baby Oh Baby (1992)
- I Remember Red (1994)
- No More Mr. Nice Guy (1996)
- Fifties (1999)
- Wonderful Time Up There (2002)
- American Glory (2002)

## Fordítás
- Ez a szócikk részben vagy egészben  a   Pat Boone című angol Wikipédia-szócikk fordításán alapul.  Az eredeti cikk szerkesztőit annak laptörténete sorolja fel. Ez a jelzés csupán a megfogalmazás eredetét és a szerzői jogokat jelzi, nem szolgál a cikkben szereplő információk forrásmegjelöléseként.

## További információ
- Hivatalos oldal
- Pat Boone a Facebookon
- Pat Boone a PORT.hu-n (magyarul)
- Pat Boone az Internet Movie Database-ben (angolul)
- Pat Boone a Rotten Tomatoeson (angolul)